# Santuari de Paller
El Santuari de Paller és un edifici històric del municipi de Bagà (Berguedà) que va ser construït entre el 1747 i el 1748.
L'antic santuari era a la masia del Paller de Dalt, on encara hi ha restes de l'església, ja esmentada l'any 1200 i que tenia molts devots. Depenia del monestir de Bagà i la primitiva església fou encara refeta el 1687. El 1747 s'inicià la construcció de l'actual santuari segons traça de Francesc Morató a l'indret del Paller de Baix, a dos quilòmetres de la vila de Bagà, en un paratge acollidor, tranquil i d'una serena bellesa, a prop de l'anomenada Font dels Banyadors (per això també es coneix com a Santa Maria dels Banyadors), on era costum que els devots s'hi banyessin i que se n'emportessin aigua considerada miraculosa.
A partir del 1772 el santuari fou ornamentat amb retaules i altars que foren destruïts, en bona part, l'any 1936, tot i que en l'actualitat, les pintures que decoren la paret i la volta s'estan restaurant, com també el magnífic retaule barroc que orna l'altar major.
L'església és d'una sola nau d'estil neoclàssic amb volta de mig punt, mentre que l'estructura i ornamentació del retaule principal és d'estil barroc, destacant-hi la imatge de la Mare de Déu, d'estil neoclàssic, que acapara l'estima i la devoció dels habitants de la vall del riu Bastareny. El segon diumenge de setembre s'hi celebra l'aplec de la Mare de Déu de Paller.
En l'actualitat, al costat del Santuari hi ha una àrea de pícnic i el santuari disposa de restaurant i allotjament en forma d'hostal i també de refugi al formar part del Camí dels Bons Homes.